# Pyrenecosa
Pyrenecosa là một chi nhện trong họ Lycosidae.